# Vertikale Infektion

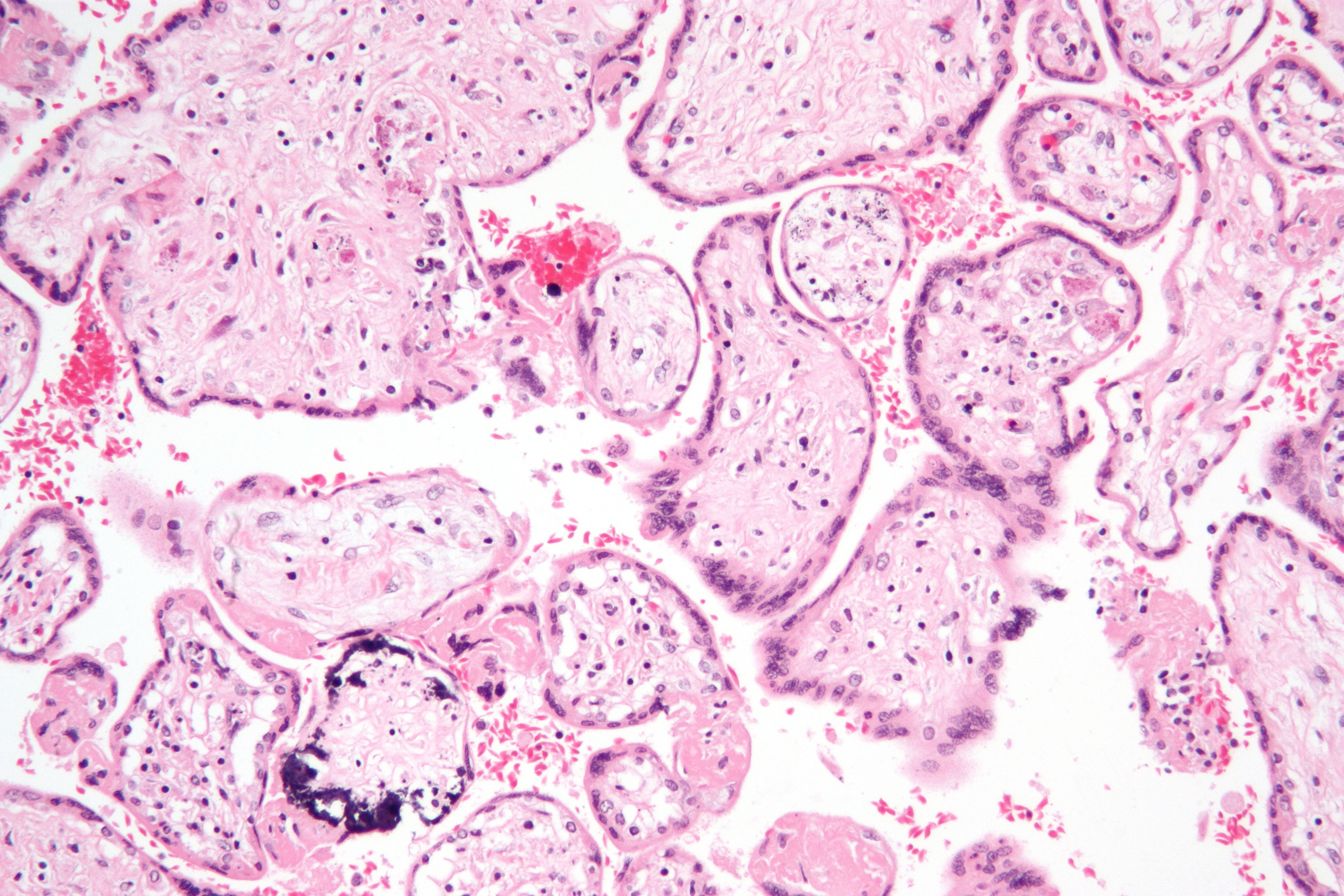
CMV-Infektion der Plazenta während der Schwangerschaft mit typischen Riesenzellen (dunkelblau unten links) mit Nachweis per Tzanck-Test

Die Vertikale Infektion bezeichnet die Übertragung von Pathogenen von einem Vorfahren auf einen Nachkommen. Die vertikale Infektion ist eine Form der vertikalen Transmission.

## Eigenschaften
Die vertikale Transmission von Infektionserregern umfasst bei Tieren die Übertragung von Pathogenen von der Mutter zum Kind während der Schwangerschaft (präpartal), beim Geburtsvorgang (peripartal) oder nach der Geburt (postpartal). Meistens erfolgt die vertikale Infektion bei Tieren von der Mutter auf die Nachkommen, jedoch wurde bei Taufliegen eine vertikale Transmission des Sigma-Virus vom Vater auf die Nachkommen beschrieben.
Beim Menschen entstehen dabei in 1 bis 1,5 % der Neugeborenen Infektionskrankheiten. Bei präpartalen Infektionen des Menschen reicht das Spektrum der Verläufe der Infektion im Embryo von asymptomatisch über Fehlbildungen bis hin zum Abort. Bedeutende Pathogene bei der postpartalen Infektionen von Säuglingen sind Streptokokken der Gruppe B, Staphylokokken, Pneumokokken, Escherichia coli, Klebsiellen, Pseudomonaden und Candida albicans. Ein Kaiserschnitt kann teilweise das Risiko einer Übertragung beim Geburtsvorgang mindern.
Epidemiologisch ist der STORCH-Komplex (Syphilis, Toxoplasmose, Other, Röteln, Cytomegalievirus (CMV), Herpes-simplex-Virus-2 oder neonataler Herpes simplex) von Bedeutung, der vertikal von Mutter zu Kind übertragbare Infektionskrankheiten umfasst. Ein weiteres Akronym zur Zusammenfassung relevanter Pathogene mit vertikaler Infektion ist CHEAPTORCHES: Chickenpox, Hepatitis C, D und E, Enteroviren, AIDS, Parvovirus B19, Toxoplasmose, Other (Gruppe-B-Streptokokken, Listeria, Candida, Borreliose), Röteln, CMV, Herpes simplex, Everything (sexuell übertragbare Krankheiten), Syphilis.

## Beispiele
Bei HIV-Infektionen von Neugeborenen entstehen unbehandelt etwa 20 bis 50 % der vertikalen Transmissionen präpartal und 50 bis 70 % peripartal. Bei Infektionen mit dem Hepatitis-A-Virus werden circa 7 % der Nachkommen präpartal infiziert. Beim Hepatitis-B-Virus liegt das Risiko der vertikalen Übertragung trotz Impfung des Neugeborenen und Gabe von Anti-HBV-Antikörpern zwischen 1 und 14 %. Beim Hepatitis-C-Virus liegt das Risiko einer perinatalen vertikalen Transmission beim Menschen bei etwa 5 % bzw. bei 14 % bei gleichzeitiger HIV-Infektion der Mutter. Das Parvovirus B19 wird beim Menschen in 30 % der Infektion der Mutter übertragen. Bei Trypanosoma cruzi besteht ein Risiko der vertikalen Transmission von 4 bis 10 %. Während bei einer Erstinfektion der Mutter mit CMV das Virus mit einer Wahrscheinlichkeit von 40 % übertragen wird, sinkt das Risiko bei bestehender Immunität gegen CMV und einer CMV-Infektion auf unter 1 %.

## Geschichte
Die Bezeichnung „vertikal“ wurde erstmals 1949 im Zusammenhang mit der Beschreibung der Übertragung des MMTV über die Muttermilch in Mäusen durch Ludwik Gross verwendet.